# Olympias II
Pour les articles homonymes, voir Olympias (homonymie).
Olympias II (en grec ancien Ὀλυμπιάς / Olympias) est une reine d'Épire ayant vécu au IIIe siècle av. J.-C. Elle est la fille de Pyrrhus, née de sa première épouse Antigone. Elle devient l'épouse de son demi-frère Alexandre II.

## Biographie
Après la mort d'Alexandre II, elle assume la régence du royaume au nom de ses deux fils, Pyrrhus II et Ptolémée. Afin de se protéger des agressions de la Ligue étolienne, elle donne, avant 239 av. J.-C., sa fille Phthia en mariage à Démétrios II, roi de Macédoine. Par cette alliance, elle sécurise ses domaines et sa souveraineté pendant qu'elle continue d'administrer son royaume jusqu'à ce que ses fils soient suffisamment âgés pour régner. Elle résigne alors le titre royal en faveur de l’aîné Pyrrhus II. Après les disparitions prématurées de ce prince et de son frère Ptolémée, Olympias meurt elle-même de chagrin après ce double deuil selon Justin. Selon une autre source, Olympias aurait été empoisonnée par vengeance par Tigris, une concubine originaire de Leucade, dont Pyrrhus avait fait sa maîtresse. D'après Athénée, toutefois, c'est Olympias qui a empoisonné Tigris.